# 八幡京田辺ジャンクション・インターチェンジ
八幡京田辺ジャンクション・インターチェンジ（やわたきょうたなべジャンクション・インターチェンジ）は、京都府八幡市美濃山荒坂にある新名神高速道路（近畿自動車道名古屋神戸線）と第二京阪道路（一般国道1号洛南道路）が接続するジャンクション・インターチェンジ施設である。

## 概要

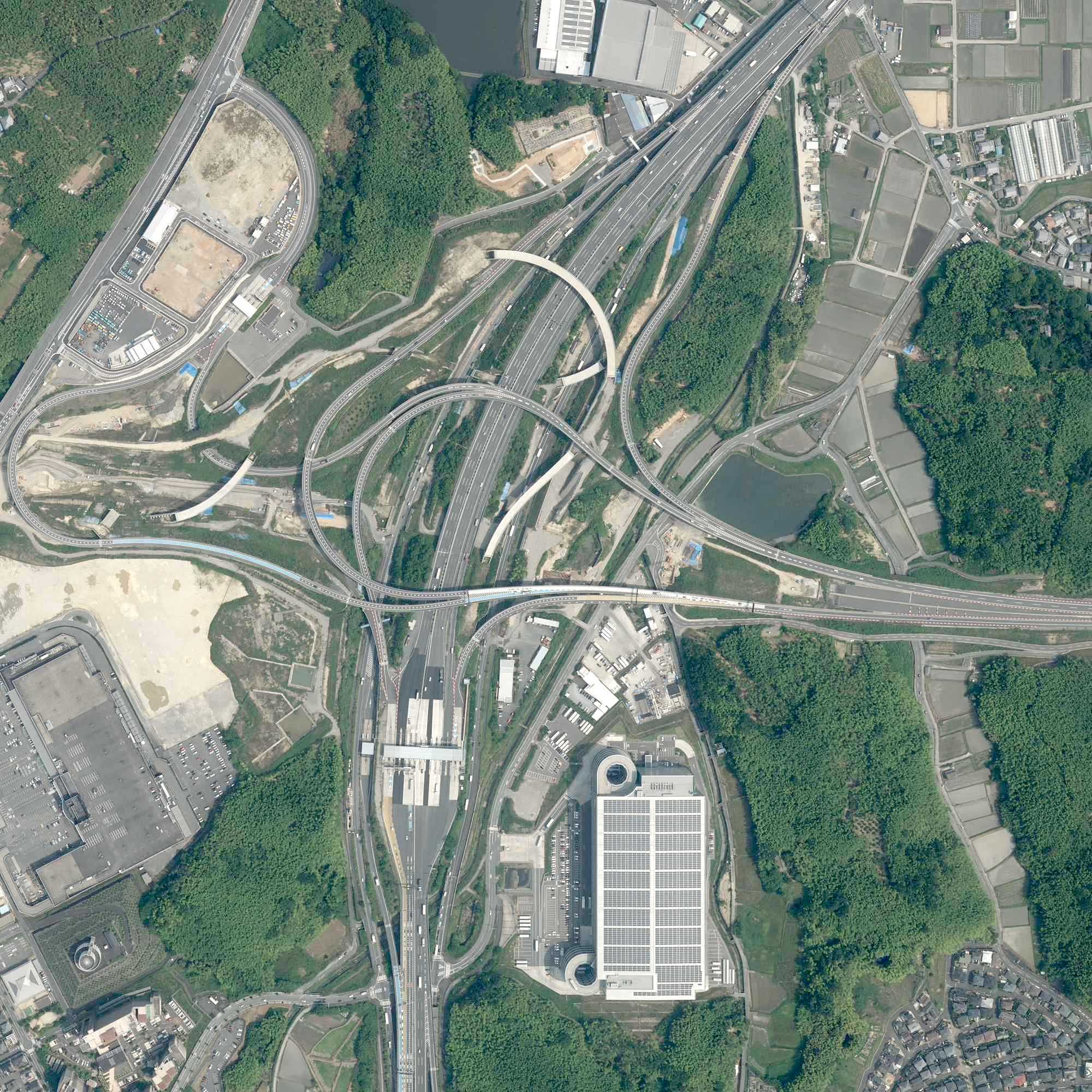
航空写真（2021年）

所在地は八幡市にあり、仮称も「八幡ジャンクション」とされていたが、京田辺市との境に位置するため八幡京田辺ジャンクション・インターチェンジと命名された。両市の他、大阪府枚方市も近接する。なお、高速道路の「八幡インターチェンジ」は福岡県北九州市八幡西区の九州自動車道に所在する（読みは「やはた」と異なる）。
一般道は新名神高速道路にのみ接続しており、第二京阪道路へ出入りすることはできない。第二京阪道路の大阪方面へは京田辺松井IC、京都方面へは八幡東ICを利用する。

## 歴史
- 2003年（平成15年）12月22日：政府・与党申し合わせにより、大津JCT - 城陽JCT/IC間および八幡京田辺JCT/IC - 高槻第一JCT（現・高槻JCT/IC）間が抜本的見直し区間に設定され、当区間の建設が凍結される。
- 2012年（平成24年）
  - 4月1日：前田武志国土交通大臣が抜本的見直し区間に設定されていた区間の見直しが表明される。当日、京田辺市で開かれた会合で、新名神高速道路の「抜本的見直し区間」（大津－城陽間、八幡－高槻間）について「今月中にも着工したい」と述べ、凍結解除に向けた手続きに着手し、全線開通を目指すことを明らかにした。建設中の新名神計画地を視察後、京都、滋賀、大阪の3府県主催の意見交換会に出席。「直下型地震が予想される首都圏に対し、関西がポテンシャルを発揮しないと日本の明日はないという地元の声には同感。事務方に指示し、今月中にも着工の運びになるようにしたい」と述べた[1]。
  - 4月6日：抜本的見直し区間に設定されていた区間の建設凍結が解除される[2]。
  - 4月20日：大津JCT - 城陽JCT/IC間および八幡京田辺JCT/IC - 高槻第一JCT間の事業許可が下りる[3]。
- 2017年（平成29年）4月30日：城陽JCT/IC - 八幡京田辺JCT/IC間開通に伴い、供用開始[4][5]。
- 2027年（令和9年）度：八幡京田辺JCT/IC - 高槻JCT/IC間開通予定[6][注釈 1]。

## 接続する道路
- E1A 新名神高速道路
- E89 第二京阪道路
- 京都府道284号八幡京田辺インター線

## 料金所
- ブース数：4

### 入口
- ブース数：2
  - ETC専用：1
  - ETC/一般：1

### 出口
- ブース数：2
  - ETC専用：1
  - ETC/一般：1

## 隣
E1A 新名神高速道路
(9) 城陽JCT/IC - (10) 八幡京田辺JCT/IC - （未開通） - (11) 高槻JCT/IC
E89 第二京阪道路
(4) 八幡東IC - (10) 八幡京田辺JCT - 京田辺TB - (5) 京田辺松井IC